# Amegilla nila
Amegilla nila es una especie de abeja excavadora perteneciente al género Amegilla, categorizada en la tribu Anthophorini, de la subfamilia Apinae.
Fue descrita científicamente por Eardley en 1994. Aparece registrada y publicada en una sección de The Amegilla Friese (Hymenoptera; Anthophoridae) in Southern Africa. Entomology Memoir, Department of Agricultural Development, Republic of South Africa, No. 91 de 1994.

## Distribución
La especie se distribuye por África, en Costa de Marfil, Zimbabue y Uganda.